# Graham Simpson
Graham Simpson (n. 13 octombrie 1943, Manchester – d. 16 aprilie 2012, Londra) a fost unul dintre membrii fondatori ai trupei Roxy Music, și prieten de-al lui Bryan Ferry - a făcut parte din formație ca basist când aceasta a înregistrat primul ei album Roxy Music în 1972. Dar la puțin timp de la apariția albumului, Simpson, care suferea de depresie în urma decesului mamei sale de cancer, a avut alegerea de rămâne în trupă sau a lua o pauză. Simpson a ales să părăsească formația.
A murit în 2012.